# Eduardas Balsys
Eduardas Balsys   (Mikolaiv, 20 de desembre de 1919 - Druskininkai, 3 de novembre de 1984) va ser un compositor i pedagog lituà.

## Biografia
Va néixer a Ucraïna, on es van conèixer els seus pares: Kostas Balsys i l'alemanya Barbora Renner. Quan la família amb tres fills va tornar a Lituània i es va quedar a Skuodas, Eduard tenia dos anys. El 1928 es va traslladar amb la seva família a Klaipėda, el 1939 a Kretinga, i posteriorment a Palanga.
Fins al 1939 va assistir a Klaipėda a la Vytautas the Great High School, va cantar al cor, va tocar la viola i la tuba a la banda de música. A l'escola secundària, va ser famós com a gran gimnasta, jugador de futbol i bàsquet. El 1937 amb el KSS Klaipėda, l'equip es va convertir en el campió de futbol de Lituània el 1938. Va jugar a la selecció lituana.
El 1940 va ingressar i es va graduar a l'Escola Militar de Kaunas amb el grau de tinent. Aquí va començar a compondre música, cançons per a desfilar. De 1941 a 1945 va ser professor de secundària de Kretinga. El 14 d'agost de 1948 es va casar amb Adele Jasinskaite. De 1948-1950 va estudiar al Conservatori LSSR (classes amb Antanas Račiūnas), va ensenyar disciplines teòriques a l'Escola de Música Juoz Gruodis. El 1953 Va cursar estudis de postgrau al Conservatori de San Petersburg (llavors Leningrad).
Des de 1953 fou professor al Conservatori LSSR. Del 1960 al 1984 fou professor i des del 1969 cap del Departament de Composició. Els seus estudiants més famosos són Julius Andrejevas, Vidmantas Bartulis, Algimantas Bražinskas, Jonas Domarkas, Benjamin Gorbulskis, Giedrius Kuprevičius, Faustas Latėnas, Tomas Leiburus, Vakaris Laurynas Lopas, Algirdas Martinaitis, Algimantas Raudonikis, Vaclovas Paketurus Raudonikis, Vaclovas Paketurus Rajuintas, Samvičim ovs , Juozas Širvinskas, Jonas Tamulionis, Audronė Žigaitytė, etc.
Entre 1954-1962 fou secretari executiu de la Junta de la Unió de Compositors de la LSSR, 1962-1971. President 1963-1974 Diputat LSSR AT.

## Creació
Destacats
- "Viatge a Tilze", òpera (1980)
- "Egle Serpent Queen", ballet (realitzat el 1960)
- "Don't Touch the Blue Globe", oratori (1969)
- "Frescos dramàtics" per a violí, piano i orquestra (1965)
- "Quartet de corda" (1952)
- "Elektrėnai žiburiai", cançó (paraules de S. Žlibinas, intèrpret Leonidas Šumskis)

Música per a cinema
- Tiltas" (1956 m.,dir. Borisas Shreiberis) "Blue Horizon" (1957, dirigida per Vytautas Mikalauskas)
- Adomas nori būti žmogumi" (1959 m., dirigida per Vytautas Žalakevičius)
- Gyvieji didvyriai" (1960 m.,directors Marijonas Giedrys, Balys Bratkauskas, Arūnas Žebriūnas, Vytautas Žalakevičius)
- Kanonada“ (1961 m., directors Arūnas Žebriūnas, Raimondas Vabalas)
- Žingsniai naktį“ (1962 m., director Raimondas Vabalas)
- Vienos dienos kronika“ (1963 m., LKS, director Vytautas Žalakevičius)
- Eglė žalčių karalienė" (cinema-ballet, 1965, director Vytautas Grivickas, Algimantas Mockus)
- Naktys be nakvynės" (1966 m., LKS, directors Algirdas Araminas, Gediminas Karka)
- Akmuo ant akmens" (1972 m., LKS, director Raimondas Vabalas)
- Inkasatoriaus krepšys" (1977 m.,"Lenfilm", director Augustas Baltrušaitis)

També va compondre cantates, 2 concerts per a violí i orquestra, un concert per a violí solista (dedicat a Raimundus Katilis), una simfonia, un concert per a orgue, vent i percussió, poemes simfònics, obres de cambra, cançons populars lituanes d'Išplėtoj (principalment per a cor). E. Balsys va editar el poema simfònic "Mar" de M. K. Čiurlionis (1956).
La seva obra es caracteritza per una tendència a les grans formes, l'emotivitat, el temperament, combinant el folklore musical lituà i els mitjans d'expressió moderns. Va utilitzar lliurement i creativament la tècnica de la dodecafonia. Les orquestracions es caracteritzen pel color i la varietat de timbres.

## Reconeixements
- 1959 Artista meritori LTSR
- 1960 Premi Estatal LSSR (pel ballet Eglė čiačių karalienė)
- 1965 Artista popular de la LSSR
- 1974 Premi estatal LSSR (per a l'oratori No toquis el globus blau)
- 1980 Artista popular de l'URSS
- Ciutadà d'honor de Kretinga

## El record
- 1985 el Klaipėda Eduard Balsis Arts Gymnasium porta el nom del compositor.
- 1986 es va descobrir una placa commemorativa en una casa de Vílnius (carrer Birutės, 11/ Carrer Traidenio, 40).
- 2009 L'auditori número 201 de l'Acadèmia de Música i Teatre de Lituània va rebre el nom d'Eduard Balsis.
- 2009 a la plaça prop del pont de Žvērynas (A. Mickevičiaus St.), es va descobrir una pedra commemorativa amb la inscripció: "Plaça Eduardas Balsys".[2]